# 마법소녀 마도카☆마기카의 만화 작품
이 문서에서는 텔레비전 애니메이션인 《마법소녀 마도카☆마기카》의 만화 작품에 대해 서술한다.
호분샤에서 본편의 코믹화판과 외전 2작이 순차 발표되어 텔레비전 애니메이션의 인기와 함께 판매 부수를 늘려, 2011년 2월~5월에 본편·외전을 맞춘 시리즈 누계로 160만 부 이상 판매했다.

## 마법소녀 마도카☆마기카 ~The different story~
하노카게에 의한 스핀 오프 작품. 2012년 8월 9일에 발행된 《망가 타임 키라라☆마기카》 제2호에서 발행이 발표되어, 총 3권이 간행되었다.
토모에 마미를 이야기의 중심에 두고, 상권에서는 BD/DVD 제5권 특전 드라마 CD '페어웰 스토리'를 바탕으로 하노카게가 각색을 한 내용이 되어 있어, 상권 종반 이후부터 본편 제3화에서 마미가 살아남았다는 설정의 바탕으로 본편의 내용에 따른 형태로 오리지널 스토리를 전개하고 있다. 또, 작화면에서도, 애니메이션 본편의 비주얼을 따르고 있다.
- Magica Quartet(원안) / 하노카게(만화) 《마법소녀 마도카☆마기카 ~The different story~》 호분샤 〈망가 타임 KR 코믹스〉, 전 3권
  - 「上」 2012년 10월 27일 초판 발행(10월 12일 발매[3]), ISBN 978-4-8322-4203-6
  - 「中」 2012년 11월 3일 초판 발행(10월 19일 발매[4]), ISBN 978-4-8322-4208-1
  - 「下」 2012년 11월 27일 초판 발행(11월 12일 발매[5]), ISBN 978-4-8322-4220-3

## 마법소녀 마도카☆마기카
하노카게에 의한 본편의 만화판. 2011년 2월 12일부터 4월 12일에 걸쳐 3권 연속으로 발간할 예정이다. 기본은 애니메이션의 내용을 만화화하는 것이지만, 애니메이션의 그림 콘티보다 먼저 만화화 작업이 진행되고 있었기 때문에, 같은 원고를 바탕으로 하고 있음에도 불구하고 애니메이션과의 차이가 나타난다(애니메이션은 일본과는 다른 가까운 미래적인 경관이지만, 만화는 보통 현대 일본풍의 광경을 하고 있다.).
- 일본
  1. ISBN 978-4-8322-7990-2(2011년 2월 12일 발간)
  2. ISBN 978-4-8322-4003-2(2011년 3월 12일 발간)
  3. ISBN 978-4-8322-4014-8(2011년 4월 12일 발간)

- 대한민국
  1. ISBN 978-89-258-8215-4(2012년 4월 25일 발간)
  2. ISBN 978-89-258-8217-8(2012년 5월 25일 발간)
  3. ISBN 978-89-258-8218-5(2012년 7월 25일 발간)

## 마법소녀 오리코☆마기카
무라 쿠로에에 의한 본편의 외전 형식 만화판. 전 2권 완결.
- 제1권
  - 일본 - ISBN 978-4-8322-4016-2(2011년 4월 12일 발간)
  - 대한민국 - ISBN 978-89-258-8219-2(2012년 4월 25일 발간)
- 제2권
  - 일본 - ISBN 978-4-8322-4016-2(2011년 6월 13일 발간)
  - 대한민국 - ISBN 978-89-258-8221-5(2012년 5월 25일 발간)
- 별편
  - 일본 - ISBN 978-4-8322-4348-4(2013년 9월 12일 발간)
  - 대한민국 - 예정

## 마법소녀 카즈미☆마기카
히라마츠 마사키가 원작가로서 참여하고 텐스기 타카시가 그림을 담당하는 외전 형식의 만화판. 《망가 타임 키라라 포워드》 2011년 3월호부터 연재가 시작되었다.
- 제1권
  - 일본 - ISBN 978-4-8322-4028-5(2011년 5월 12일 발간)
  - 대한민국 - ISBN 978-89-258-8222-2(2012년 4월 25일 발간)
- 제2권
  - 일본 - ISBN 978-4-8322-4071-1(2011년 10월 12일 발간)
  - 대한민국 - ISBN 978-89-258-8803-3(2012년 10월 25일 발간)
- 제3권
  - 일본 - ISBN 978-4-8322-4122-0(2012년 3월 12일 발간)
  - 대한민국 - ISBN 978-89-258-8804-0(2012년 12월 25일 발간)
- 제4권
  - 일본 - ISBN 978-4-8322-4193-0(2012년 9월 12일 발간)
  - 대한민국 - 예정
- 제5권
  - 일본 - ISBN 978-4-8322-4247-0(2013년 1월 12일 발간)
  - 대한민국 - 예정